# Coppa Libertadores 2019 (calcio a 5)
La Coppa Libertadores 2019 è la 18ª edizione del torneo continentale riservato ai club di calcio a 5 vincitori nella precedente stagione del massimo campionato delle federazioni affiliate alla CONMEBOL. La competizione si è giocata dal 14 al 21 luglio 2019.

## Squadre partecipanti
Tutte le nazioni schierano una squadra ad eccezione di Brasile (campione l'anno precedente) e Argentina, nazione ospitante, che ne schierano due per un totale di 12 squadre.

### Lista
I club sono stati ordinati in base al risultato della federazione nell'edizione precedente.

| Rank | Squadra              | Urna |
| ---- | -------------------- | ---- |
| 1/TH | Carlos Barbosa       | 1    |
| 2/H  | San Lorenzo          | 1    |
| 3    | Corinthians          | 1    |
| 4    | Cerro Porteño        | 2    |
| 5    | Bucaneros            | 2    |
| 6    | Alianza Platanera    | 2    |
| 7    | Nacional             | 3    |
| 8    | Proyecto Latín       | 3    |
| 9    | Universidad de Chile | 3    |
| 10   | Panta Walon          | 4    |
| 11   | Bocca                | 4    |
| 12   | Villa La Ñata        | 4    |

Note
- (TH) Squadra campione in carica
- (H) – Squadra ospitante

### Formula
Le 12 squadre si affrontano in tre gironi da quattro, sorteggiati il 4 luglio. Le prime due di ogni girone e le due migliori terze accedono alla fase finale ad eliminazione diretta.

## Fase a gironi

### Gruppo A
| Squadra        | P.ti | G | V | N | P | GF | GS | DR  |
| -------------- | ---- | - | - | - | - | -- | -- | --- |
| Cerro Porteño  | 9    | 3 | 3 | 0 | 0 | 13 | 4  | +9  |
| Carlos Barbosa | 6    | 3 | 2 | 0 | 1 | 10 | 6  | +4  |
| Villa La Ñata  | 3    | 3 | 1 | 0 | 2 | 7  | 9  | -2  |
| Proyecto Latín | 0    | 3 | 0 | 0 | 3 | 1  | 12 | -11 |

| Buenos Aires 14 luglio 2019, ore 10:00 | Carlos Barbosa | 2 – 4 (0-2) referto | Cerro Porteño | Polideportivo Roberto Pando |

| Buenos Aires 14 luglio 2019, ore 12:00 | Proyecto Latín | 0 – 4 (0-3) referto | Villa La Ñata | Polideportivo Roberto Pando |

| Buenos Aires 15 luglio 2019, ore 10:00 | Cerro Porteño | 6 – 1 (2-1) referto | Villa La Ñata | Polideportivo Roberto Pando |

| Buenos Aires 15 luglio 2019, ore 12:00 | Carlos Barbosa | 5 – 0 (2-0) referto | Proyecto Latín | Polideportivo Roberto Pando |

| Buenos Aires 16 luglio 2019, ore 10:00 | Cerro Porteño | 3 – 1 (2-0) referto | Proyecto Latín | Polideportivo Roberto Pando |

| Buenos Aires 16 luglio 2019, ore 12:00 | Villa La Ñata | 2 – 3 (1-1) referto | Carlos Barbosa | Polideportivo Roberto Pando |

### Gruppo B
| Squadra              | P.ti | G | V | N | P | GF | GS | DR |
| -------------------- | ---- | - | - | - | - | -- | -- | -- |
| San Lorenzo          | 7    | 3 | 2 | 1 | 0 | 7  | 2  | +5 |
| Alianza Platanera    | 5    | 3 | 1 | 2 | 0 | 7  | 5  | +2 |
| Panta Walon          | 4    | 3 | 1 | 1 | 1 | 9  | 9  | 0  |
| Universidad de Chile | 0    | 3 | 0 | 0 | 3 | 3  | 10 | -7 |

| Buenos Aires 14 luglio 2019, ore 18:00 | San Lorenzo | 0 – 0 (0-0) referto | Alianza Platanera | Polideportivo Roberto Pando |

| Buenos Aires 14 luglio 2019, ore 20:00 | Universidad de Chile | 2 – 3 (0-3) referto | Panta Walon | Polideportivo Roberto Pando |

| Buenos Aires 15 luglio 2019, ore 18:00 | Alianza Platanera | 4 – 4 (1-1) referto | Panta Walon | Polideportivo Roberto Pando |

| Buenos Aires 15 luglio 2019, ore 20:00 | San Lorenzo | 4 – 0 (2-0) referto | Universidad de Chile | Polideportivo Roberto Pando |

| Buenos Aires 16 luglio 2019, ore 18:00 | Alianza Platanera | 3 – 1 (0-1) referto | Universidad de Chile | Polideportivo Roberto Pando |

| Buenos Aires 16 luglio 2019, ore 20:00 | Panta Walon | 2 – 3 (1-2) referto | San Lorenzo | Polideportivo Roberto Pando |

### Gruppo C
| Squadra     | P.ti | G | V | N | P | GF | GS | DR  |
| ----------- | ---- | - | - | - | - | -- | -- | --- |
| Corinthians | 9    | 3 | 3 | 0 | 0 | 13 | 3  | +10 |
| Nacional    | 6    | 3 | 2 | 0 | 1 | 9  | 8  | +1  |
| Bucaneros   | 3    | 3 | 1 | 0 | 2 | 10 | 9  | +1  |
| Bocca       | 0    | 3 | 0 | 0 | 3 | 10 | 22 | -11 |

| Buenos Aires 14 luglio 2019, ore 14:00 | Corinthians | 3 – 2 (1-1) referto | Bucaneros | Polideportivo Roberto Pando |

| Buenos Aires 14 luglio 2019, ore 16:00 | Nacional | 7 – 5 (3-2) referto | Bocca | Polideportivo Roberto Pando |

| Buenos Aires 15 luglio 2019, ore 14:00 | Corinthians | 3 – 1 (2-1) referto | Nacional | Polideportivo Roberto Pando |

| Buenos Aires 15 luglio 2019, ore 16:00 | Bucaneros | 8 – 5 (6-2) referto | Bocca | Polideportivo Roberto Pando |

| Buenos Aires 16 luglio 2019, ore 14:00 | Bocca | 0 – 7 (0-3) referto | Corinthians | Polideportivo Roberto Pando |

| Buenos Aires 16 luglio 2019, ore 16:00 | Bucaneros | 0 – 1 (0-0) referto | Nacional | Polideportivo Roberto Pando |

## Fase a eliminazione diretta

### Tabellone
|  | Quarti di finale  | Quarti di finale  |                     |             | Semifinali                | Semifinali                |  |  | Finale | Finale |
|  |                   |                   |                     |             |                           |                           |  |  |        |        |
|  |                   |                   |                     |             |                           |                           |  |  |        |        |
|  |                   |                   |                     |             |                           |                           |  |  |        |        |
|  | Cerro Porteño     | 9                 |                     |             |                           |                           |  |  |        |        |
|  | Cerro Porteño     | 9                 |                     |             |                           |                           |  |  |        |        |
|  | Bucaneros         | 4                 |                     |             |                           |                           |  |  |        |        |
|  | Bucaneros         | 4                 | Cerro Porteño (dts) | 5           |                           |                           |  |  |        |        |
|  |                   |                   | Cerro Porteño (dts) | 5           |                           |                           |  |  |        |        |
|  |                   | Alianza Platanera | 2                   |             |                           |                           |  |  |        |        |
|  | Alianza Platanera | Alianza Platanera | 2                   | 5           |                           |                           |  |  |        |        |
|  | Alianza Platanera |                   |                     | 5           |                           |                           |  |  |        |        |
|  | Nacional          | 1                 |                     |             |                           |                           |  |  |        |        |
|  | Nacional          | 1                 | Cerro Porteño       | 1           |                           |                           |  |  |        |        |
|  |                   |                   | Cerro Porteño       | 1           |                           |                           |  |  |        |        |
|  |                   | Carlos Barbosa    | 3                   |             |                           |                           |  |  |        |        |
|  | San Lorenzo       | Carlos Barbosa    | 3                   | 2           |                           |                           |  |  |        |        |
|  | San Lorenzo       |                   |                     | 2           |                           |                           |  |  |        |        |
|  | Panta Walon (dts) | 4                 |                     |             |                           |                           |  |  |        |        |
|  | Panta Walon (dts) | 4                 | Panta Walon         | 0           | Finale per il terzo posto | Finale per il terzo posto |  |  |        |        |
|  |                   |                   | Panta Walon         | 0           | Finale per il terzo posto | Finale per il terzo posto |  |  |        |        |
|  |                   | Carlos Barbosa    | 1                   |             |                           |                           |  |  |        |        |
|  | Corinthians       | Carlos Barbosa    | 1                   | 1           | Alianza Platanera         | 4                         |  |  |        |        |
|  | Corinthians       |                   |                     | 1           | Alianza Platanera         | 4                         |  |  |        |        |
|  | Carlos Barbosa    | 2                 |                     | Panta Walon | 1                         |                           |  |  |        |        |
|  | Carlos Barbosa    | 2                 |                     |             | 1                         |                           |  |  |        |        |
|  |                   |                   |                     |             |                           |                           |  |  |        |        |
|  |                   |                   |                     |             |                           |                           |  |  |        |        |

### Tabellone 5º-8º posto
|  | Semifinali  | Semifinali  | Semifinali  |             |           | Finale 5º posto | Finale 5º posto | Finale 5º posto |  |
|  |             |             |             |             |           |                 |                 |                 |  |
|  | Bucaneros   | Bucaneros   | 6           |             |           |                 |                 |                 |  |
|  | Bucaneros   | Bucaneros   | 6           |             |           |                 |                 |                 |  |
|  | Nacional    | Nacional    | 5           |             |           |                 |                 |                 |  |
|  | Nacional    | Nacional    | 5           |             | Bucaneros | Bucaneros       | 1               |                 |  |
|  |             |             |             |             | Bucaneros | Bucaneros       | 1               |                 |  |
|  |             |             | Corinthians | Corinthians | 4         |                 |                 |                 |  |
|  | San Lorenzo | San Lorenzo | Corinthians | Corinthians | 4         | 1               |                 |                 |  |
|  | San Lorenzo | San Lorenzo |             |             |           | 1               |                 |                 |  |
|  | Corinthians | Corinthians | 3           |             |           | Finale 7º posto | Finale 7º posto | Finale 7º posto |  |
|  | Corinthians | Corinthians | 3           |             |           |                 |                 |                 |  |
|  |             |             |             |             |           |                 |                 |                 |  |
|  |             |             |             |             |           | Nacional        | Nacional        | 2               |  |
|  |             |             |             |             |           | Nacional        | Nacional        | 2               |  |
|  |             |             |             |             |           | San Lorenzo     | San Lorenzo     | 5               |  |

|  | Finale 9º posto      |   |
|  |                      |   |
|  | Villa La Ñata        | 3 |
|  | Villa La Ñata        | 3 |
|  | Universidad de Chile | 2 |
|  | Universidad de Chile | 2 |

|  | Finale 11º posto |   |
|  |                  |   |
|  | Proyecto Latín   | 3 |
|  | Proyecto Latín   | 3 |
|  | Bocca            | 5 |
|  | Bocca            | 5 |

### Quarti di finale
| Buenos Aires 18 luglio 2019, ore 14:00 | Cerro Porteño                                | 9 – 4 (6-2) referto | Bucaneros | Polideportivo Roberto Pando\| Arbitri: \| Gean Telles Ricardo Messa Andres Peña García \| |
| Arbitri:                               | Gean Telles Ricardo Messa Andres Peña García |                     |           |                                                                                           |

| Buenos Aires 18 luglio 2019, ore 16:00 | Corinthians                                    | 1 – 2 (1-1) referto | Carlos Barbosa | Polideportivo Roberto Pando\| Arbitri: \| Daniel Rodríguez Carlos Martínez Bill Villalba \| |
| Arbitri:                               | Daniel Rodríguez Carlos Martínez Bill Villalba |                     |                |                                                                                             |

| Buenos Aires 18 luglio 2019, ore 18:00 | Alianza Platanera                           | 5 – 1 (1-0) referto | Nacional | Polideportivo Roberto Pando\| Arbitri: \| Darío Santamaría Mario Espichan Rolly Rojas \| |
| Arbitri:                               | Darío Santamaría Mario Espichan Rolly Rojas |                     |          |                                                                                          |

| Buenos Aires 18 luglio 2019, ore 20:00 | San Lorenzo                                      | 2 – 4 (d.t.s.) (1-1, 2-2, 2-3) referto | Panta Walon | Polideportivo Roberto Pando\| Arbitri: \| Christian Espíndola Yuri García Diego Nisivoscia \| |
| Arbitri:                               | Christian Espíndola Yuri García Diego Nisivoscia |                                        |             |                                                                                               |

### Finale 11º posto
| Buenos Aires 19 luglio 2019, ore 14:00 | Proyecto Latín                       | 3 – 2 (1-0) referto | Bocca | Polideportivo Roberto Pando\| Arbitri: \| Josè Villar Jaime Jativa Gean Telles \| |
| Arbitri:                               | Josè Villar Jaime Jativa Gean Telles |                     |       |                                                                                   |

### Finale 9º posto
| Buenos Aires 19 luglio 2019, ore 16:00 | Villa La Ñata                          | 3 – 5 (2-1) referto | Universidad de Chile | Polideportivo Roberto Pando\| Arbitri: \| Leonèl Ruales Jaime Jativa Josè Villar \| |
| Arbitri:                               | Leonèl Ruales Jaime Jativa Josè Villar |                     |                      |                                                                                     |

### Semifinali 5º-8º posto
| Buenos Aires 19 luglio 2019, ore 18:00 | Bucaneros                               | 6 – 5 (3-1) referto | Nacional | Polideportivo Roberto Pando\| Arbitri: \| Rolly Rojas Rodrigo Concha Jaime Jativa \| |
| Arbitri:                               | Rolly Rojas Rodrigo Concha Jaime Jativa |                     |          |                                                                                      |

| Buenos Aires 19 luglio 2019, ore 20:00 | San Lorenzo                                  | 1 – 3 (0-0) referto | Corinthians | Polideportivo Roberto Pando\| Arbitri: \| Bill Villalba Henry Gutierrez Rodrigo Concha \| |
| Arbitri:                               | Bill Villalba Henry Gutierrez Rodrigo Concha |                     |             |                                                                                           |

### Semifinali
| Buenos Aires 20 luglio 2019, ore 14:00 | Panta Walon                                         | 0 – 1 (0-0) referto | Carlos Barbosa | Polideportivo Roberto Pando\| Arbitri: \| Andres Peña García Diego Nisivoscia Henry Gutierrez \| |
| Arbitri:                               | Andres Peña García Diego Nisivoscia Henry Gutierrez |                     |                |                                                                                                  |

| Buenos Aires 20 luglio 2019, ore 16:00 | Cerro Porteño                                  | 5 – 2 (d.t.s.) (0-1, 2-2, 3-2) referto | Alianza Platanera | Polideportivo Roberto Pando\| Arbitri: \| Christian Espíndola Rodrigo Concha Josè Villar \| |
| Arbitri:                               | Christian Espíndola Rodrigo Concha Josè Villar |                                        |                   |                                                                                             |

### Finale 7º posto
| Buenos Aires 20 luglio 2019, ore 18:00 | Nacional                               | 2 – 5 (2-2) referto | San Lorenzo | Polideportivo Roberto Pando\| Arbitri: \| Mario Espichan Yuri García Gean Telles \| |
| Arbitri:                               | Mario Espichan Yuri García Gean Telles |                     |             |                                                                                     |

### Finale 5º posto
| Buenos Aires 20 luglio 2019, ore 20:00 | Bucaneros                                     | 1 – 4 (0-3) referto | Corinthians | Polideportivo Roberto Pando\| Arbitri: \| Carlos Martínez Hugo Camargo Darío Santamaría \| |
| Arbitri:                               | Carlos Martínez Hugo Camargo Darío Santamaría |                     |             |                                                                                            |

### Finale 3º posto
| Buenos Aires 21 luglio 2019, ore 14:00 | Alianza Platanera                         | 4 – 1 (2-1) referto | Panta Walon | Polideportivo Roberto Pando\| Arbitri: \| Ricardo Messa Gean Telles Carlos Martínez \| |
| Arbitri:                               | Ricardo Messa Gean Telles Carlos Martínez |                     |             |                                                                                        |

### Finale
| Buenos Aires 21 luglio 2019, ore 16:00 | Cerro Porteño                                         | 1 – 3 (1-2) referto | Carlos Barbosa | Polideportivo Roberto Pando\| Arbitri: \| Daniel Rodríguez Darío Santamaría Christian Espíndola \| |
| Arbitri:                               | Daniel Rodríguez Darío Santamaría Christian Espíndola |                     |                | |